# موجة سكولت
موجة سكولت (بالإنجليزية: Scholte wave)‏، هي موجة سطحية تنتشر على سطح بين وسيط صلب ووسيط مرن (مثل بين الماء والرمل). تكون الموجة ذات كثافة قصوى في الواجهة وتنخفض بشكل كبير بعيدًا عن الواجهة في كل من السائل والوسط الصلب. سميت نسبةً إلى جي. سكولت، الذي اكتشفها في عام 1947. تتشابه هذه الموجة مع موجة ستونيلي، التي تنتشر في الواجهة الصلبة المتينة، وموجة ريليه، التي تنتشر في الواجهة الصلبة المفرغة.